# Абдуллаушаги
Абдуллауша́ги (азерб. Abdullauşağı) — село в горах Малого Кавказу на річці Мозчай у південно-західній частині хребта Зульфугарлі на висоті 1779 м. Згідно з адміністративно-територіальним поділом невизнаної Нагірно-Карабахської Республіки, яка фактично контролює село, розташоване в Шаумянівському районі НКР, згідно з адміністративно-територіальним поділом Азербайджану — в Кельбаджарському районі Азербайджану.

## Історія

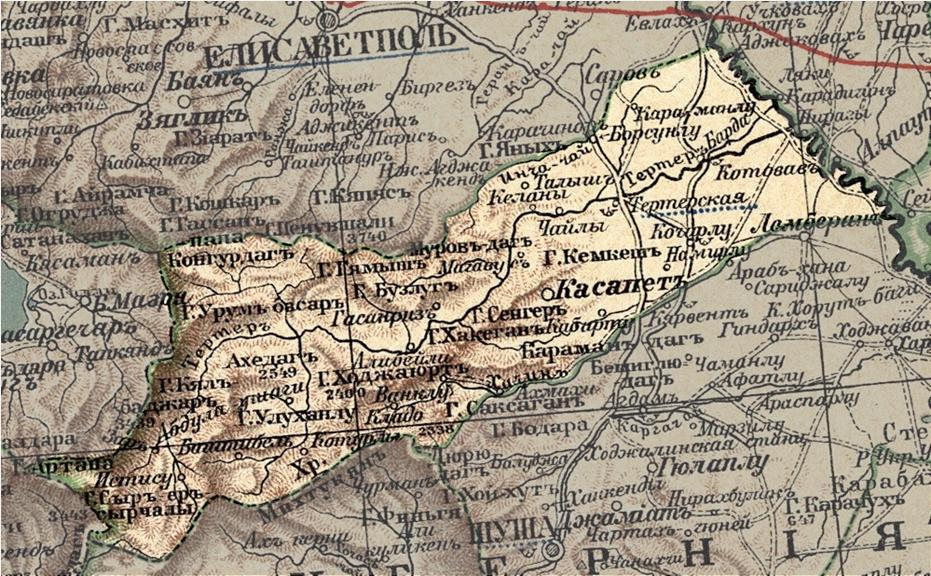
Село Абдулла ушагі у складі Джеванширського повіту на карті 1903 року

Село з 1869 року перебувало у складі Джеванширського повіту Єлизаветпольської губернії. За даними «Кавказького календаря» у 1912 році в селі жило 62 азербайджанця.